# Aïn Tesra
Aïn Tesra (em árabe: عين تسرة) é uma cidade e comuna localizada na província de Bordj Bou Arreridj, Argélia. Segundo o censo de 2008, a população total da cidade era de 9 570 habitantes.